# Corradino Gonzaga

Stemma dei Gonzaga, dal 1328 al 1389

Corradino Gonzaga (XIV secolo – XIV secolo) è stato un nobile italiano.

## Biografia
Figlio di Bartolomeo Gonzaga, si era rifugiato a Verona a causa di attriti coi parenti di Mantova. 
Nel 1368 Cansignorio della Scala, signore di Verona, che aveva in odio i Gonzaga e aveva mire su Mantova, approfittò di Corradino per seminare discordia all'interno dei signori di Mantova. Costui inviò alcune missive a Ludovico II Gonzaga, informandolo che il fratello Francesco tramava con il cugino Antonio Gonzaga per impossessarsi della signoria. Il signore di Mantova mostrò le lettere ad Antonio, che sfidò a duello Corradino a Padova nel palazzo dei Carraresi. Il duello non ebbe luogo a seguito della riappadificazione tra i due Gonzaga, che a mezzo lettera indirizzata a Ludovico incolparono il della Scala della congiura.
La situazione volse a favore di Ludovico, in quanto Francesco nell'estate del 1368 morì e forse il fratello non fu del tutto estraneo all'avvenimento.